# Feliks Szeparowycz
Feliks Szeparowycz (ur. 1865 k. Stryja, zm. 1917 na Syberii) – Ukrainiec, podpułkownik cesarsko-królewskiej Obrony Krajowej.

## Życiorys
Na stopień majora został mianowany ze starszeństwem z 1 maja 1910, a na stopień podpułkownika ze starszeństwem z 1 listopada 1913. Pełnił służbę w 22 Pułku Piechoty Obrony Krajowej w Czerniowcach na stanowisku komendanta 3. batalionu w Radowcach, a od 1912 na stanowisku komendanta Komendy Okręgu Pospolitego Ruszenia Nr 22.
Był dowódcą brygady w Twierdzy Przemyśl w czasie II oblężenia. Po kapitulacji twierdzy trafił do niewoli rosyjskiej. Zmarł w obozie jenieckim na Syberii.
Jego dwaj synowie: Edmund i Albert Feliks, byli oficerami armii austro-węgierskiej, a później Armii Halickiej.

## Ordery i odznaczenia
- Order Korony Żelaznej 3. klasy z dekoracją wojenną i mieczami[3]
- Signum Laudis Brązowy Medal Zasługi Wojskowej na czerwonej wstążce[3]